# Il borgomastro di Saardam

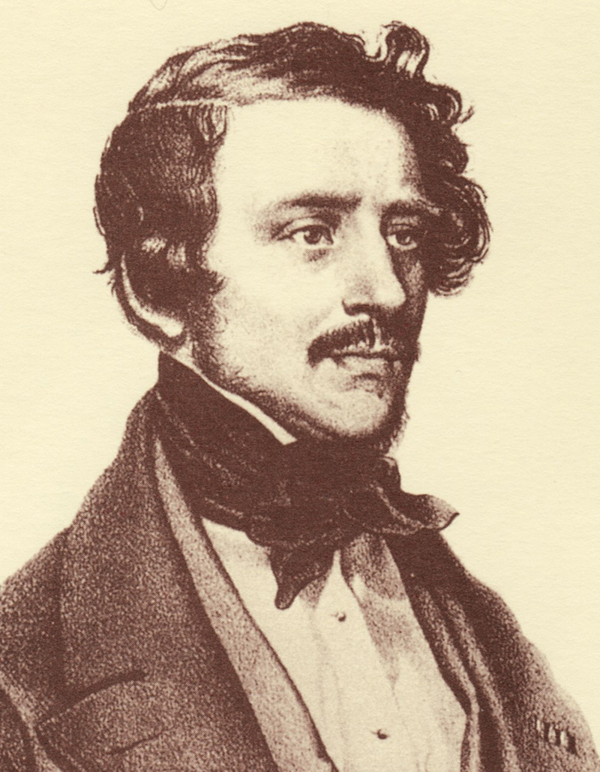
Gaetano Donizetti.

Il borgomastro di Saardam (Borgmästaren i Saardam) är en opera buffa från 1827 i två akter med musik av Gaetano Donizetti och libretto av Domenico Gilardoni efter pjäsen Le Bourgmestre de Sardam, ou Les deux Pierres av Mélesville, Jean-Toussaint Merle och Eugène Cantiran de Boirie (1818). Samma pjäs låg även till grund för Albert Lortzings opera Tsar och timmerman (1837).

## Historia
Operan hade premiär den 19 augusti 1827 på Teatro Nuovo i Neapel. Den ledande sopranrollen Marietta komponerades för prima donna Caroline Unger, 
som fick bra kritik. Operan själv fick en trög start, men snart älskade neapolitanarna den, då Donizetti var väldigt populär i staden. Den spelades påföljande år och framfördes fler än 35 gånger. Men när operan sattes upp på Teatro alla Scala i Milano den 2 januari 1828, och i Rom i juni, blev den ett fiasko och framfördes endast en gång i var stad. Misslyckandet i Milano gladde Donizettis yngre konkurrent Vincenzo Bellini, vars Il pirata hade åtnjutit stor framgång hos kritiker och publik i Milano i oktober året innan.
Den sattes även upp i Barcelona (1829), Wien (1836), Berlin (1837) och Budapest (1839), men låg sedan ospelad ända fram till 1973 då den sattes upp i staden den utspelas i, nu kallad Zaandam, där den framfördes nio gånger och spelades in på skiva.

### Historisk bakgrund
Peter den Store var tsar över Ryssland mellan 1672 och 1725. Efter moderns död 1694 gjorde han en serie omfattande reformer i landet som i förlängningen stärkte hans makt. Som en del av detta gjorde han 1697 en resa till västra Europa och for anonymt till Zaandam (Saardam) för att studera det holländska skeppsbyggandet. Han hyrde ett litet hus men hans anonymitet blev snart upptäckt och han begav sig till Amsterdam. Under sina fem månader i Holland blev han förtrogen med Nicolaes Witsen, borgmästaren i Amsterdam, som var sakkunnig i både ryska affärer och skeppsbygge.
1703 grundlade han staden Sankt Petersburg och 1712 gifte han sig med sin andra hustru, en bondflicka från Livland som skulle komma att bestiga tronen som Katarina I av Ryssland. 1717 återvände tsaren till Nederländerna och besökte på nytt Zaandam, denna gång åtföljd av Katarina.

## Personer

Il borgomastro di Saardam, Libretto Neapel 1827

| Roller                                                     | Röstläge    | Premiärbesättning, 19 augusti 1827 Dirgent: Nicola Festa |
| ---------------------------------------------------------- | ----------- | -------------------------------------------------------- |
| Tsar (Peter den Store), förklädd som Pietro Michailov      | baryton     | Celestino Salvatori                                      |
| Pietro Flimann, en snickare från Ryssland                  | tenor       | Berardo Calvari Winter                                   |
| Timoteo Spaccafronna, borgmästaren                         | bas         | Raffaele Casaccia                                        |
| Marietta, hans dotter                                      | sopran      | Carolina Ungher                                          |
| Carlotta, borgmästarens fosterdotter                       | mezzosopran | Almerinda Manzocchi                                      |
| Leforte, förklädd till Filiberto, tsarens förtrogne        | bas         | Giovanni Pace                                            |
| Ali' Mahmed, portvakt                                      | bas         | Gaetano Chizzola                                         |
| En tjänsteman                                              | bas         | Capranica                                                |
| Chorus: Snickare, bönder, holländska och turkiska soldater |             |                                                          |

1. ↑  Rollbesättningen och namnen bygger på Gilardoni 1827. med kompletta namn från Ashbrook 1982, s. 542–543. och Casaglia 2005.. BådeAshbrook och Casaglia namnger att Carlo Casaccia sjöng rollen som borgmästaren och hans son Raffaele Casaccia (också en basbaryton) sjöng rollen som Timoteo. Dessa roller är identiska i Gilardonis libretto. Enligt Timms 1992, s. 750, gjorde Carlo Casaccia sitt sista framträdande på Teatro del Fondo 1826.
2. ↑  I 1833 års libretto från Turin heter borgmästaren Vambett: Gilardoni 1833, s. 3.; samt i inspelningen från 1973 OCLC 313616322.

## Handling
Förklädd som Pietro Michailov arbetar tsar Peter som en enkel snickare vid skeppsvarven i Saardam. Han har blivit vän med Pietro FLimann som också är ryss, och som har deserterat från armén för att istället arbeta som snickare. Flimann har förälskat sig i borgmästarens dotter Marietta men hans låga status inger honom få förhoppningar att få gifta sig med henne, även om Michailov har lovat att hjälpa honom. Borgmästaren får veta att ryske tsaren arbetar inkognito vid varvet och anländer för att möta honom. När han får olika svar från de båda ryssarna, som till råga på allt båda heter Pietro, undrar han om han har fått två tsarer på halsen. En tjänsteman från Ryssland anländer och kallar tsaren tillbaka till hans tjänster. Innan han ger sig av adlar han Flimann vilket därmed undanröjer alla hinder för ett kommande bröllop med Marietta.